# Сивокаменка
Сивокаменка — упразднённая деревня в Дуванском районе Республики Башкортостан Российской Федерации. Ныне урочище на территории Лемазинского сельсовета.

## Топоним
Прежнее название — Сивокаминский.

## География
Находилось у реки Лемазы.

## История
Посёлок Сивокаминский в 1926 году входил в Дуванскую волость Месягутовского кантона.

## Население
Согласно списку населённых пунктов Башкирской АССР по Всесоюзной переписи 17 декабря 1926 года в посёлке Сивокаминский числилось 32 двора и 212 жителей (87 мужчин и 125 женщин), преимущественно русские. В 1968 году деревня Сивокаменка входила в состав Лемазинского сельсовета Дуванского района, в ней проживало 64 человека.